# Dmitrij Nikolaevič Čestonov
| 228165 Mezentsev | 26 settembre 2009 |
| 231649 Korotkiy  | 17 novembre 2009  |
| 274981 Petrsu    | 12 ottobre 2009   |

Dmitrij Nikolaevič Čestonov (in russo Дмитрий Николаевич Честнов?; ...) è un astronomo russo, citato in letteratura anche come Chestonov.
Il Minor Planet Center gli accredita le scoperte di diciotto asteroidi, effettuate tra il 2009 e il 2010, tutte in collaborazione con Artëm Olegovič Novičonok.